# Riva Ridge
Riva Ridge (1969-1985) est un cheval de course pur-sang anglais, lauréat de deux Eclipse Awards et membre du Hall of Fame des courses américaines.

## Carrière de course
Riva Ridge nait en 1969 à Meadow Stud, en Virginie. Son éleveur, Christopher Chenery, connaît de graves problèmes financiers et la famille est sur le point de vendre son haras : ce sont les succès de Riva Ridge qui la tireront d'affaire, et non ceux d'un poulain qui naît à Meadow Stud l'année suivante, un certain Secretariat - même si Hollywood préférera imprimer la légende dans le film Secretariat, et attribuer à "Big Red" ce romanesque épisode. Entraîné par Lucien Laurin, Riva Ridge manque ses débuts à 2 ans puis, désormais équipé d’œillères qu'il ne quittera désormais plus, il remporte brillamment deux courses avant d'échouer pour son premier essai au plus haut niveau, dans les Great American Stakes. Mais ce n'est que partie remise : le poulain enchaîne cinq victoires en 1971, et remporte les principales courses américaines réservées aux 2 ans : Futurity Stakes, Champagne Stakes, Laurel Futurity et Garden State Stakes. Il est élu meilleur 2 ans de l'année.
En 1972, grand favori des classiques du printemps, il rentre victorieusement en Floride et, malgré un accroc dans les Everglade Stakes, confirme les espoirs placés en lui en gagnant de toute une classe le Kentucky Derby. Sans conteste le numéro 1 de sa génération, il voit ses espoirs de Triple Couronne s'envoler après sa quatrième place dans les Preakness Stakes sur une de ces pistes détrempées qui lui fera horreur toute sa carrière (la moitié de ses défaites se produiront sur une surface collante). Mais il se rattrape en surclassant ses adversaires dans les Belmont Stakes, dernier volet du triptyque. Pourtant à l'été, après s'en être allé dominer les Californiens chez eux dans le Hollywood Derby, la machine semble s'enrayer. Riva Ridge subit cinq défaites consécutives au deuxième semestre, laissant la voie libre à Key to The Mint pour le titre de 3 ans de l'année. Mais la première d'entre elles, dans le Monmouth Handicap, reste douteuse, car un test toxicologique révlèle que le cheval a reçu une dose de tranquillisant avant l'épreuve, corroborant la suspicion de son entourage, qui l'a trouvé anormalement docile.
Malgré ces péripéties, le champion ne quitte pas la scène et revient à 4 ans, semblant avoir repris du poil de la bête. Il s'adjuge certains des plus importants handicaps de la côte Est comme le Massachusetts Handicap ou le Brooklyn Handicap (avec la clé un record du monde sur 1 900 mètres qui tiendra durant des décennies), qui lui vaudront en fin d'année un deuxième Eclipse Award avec le titre de cheval d'âge de l'année. Mais sa fin de saison est marquée par son affrontement fratricide avec Secretariat, son compagnon de couleurs et d'entraînement, dans l'ombre duquel la postérité le laissera. Les deux chevaux doivent s'affronter en un contre un dans une course spécialement créée pour l'occasion. Mais la défaite de Riva Ridge dans une allowance à Saratoga, et celle de Big Red dans les Whitney Stakes, incitent Philip Morris, le sponsor, à revoir ses plans et, plutôt qu'une "match race", à réunir un vrai lot à Belmont Park. La course est nommée Marlboro Cup, et le lot est fameux, comprenant le 3 ans Onion (le tombeur de Secretariat dans les Whitney Stakes), Key to the Mint et deux autres champions venus de Californie (Cougar II) et du Canada (Kennedy Road). Riva Ridge (que son jockey Ron Turcotte a délaissé au profit de Secretariat) se classe valeureux deuxième du crack, qui en profite pour établir un nouveau record du monde sur 1 800 m, son adversaire dépassant lui aussi l'ancienne marque. Vainqueur ensuite du Stuyvesant Handicap, Riva Ridge se retire en fin d'année après un échec dans la Jockey Club Gold Cup. Classé 57e sur la liste des 100 meilleurs chevaux de sport hippique américain du XXe siècle établie en 1999 par le magazine The Blood-Horse, Riva Ridge est admis au Hall of Fame des courses américaines en 1998.

### Résumé de carrière
| Date         | Hippodrome      | Pays        | Course                           | Distance    | Jockey         | Place       | Écart       | Vainqueur ou deuxième |
| 1971, 2 ans  | 1971, 2 ans     | 1971, 2 ans | 1971, 2 ans                      | 1971, 2 ans | 1971, 2 ans    | 1971, 2 ans | 1971, 2 ans | 1971, 2 ans           |
| ------------ | --------------- | ----------- | -------------------------------- | ----------- | -------------- | ----------- | ----------- | --------------------- |
| 9 juin       | Belmont Park    | États-Unis  | Maiden                           | 1 100 m     | Chuck Baltazar | 7e / 10     | 16          | Search for Gold       |
| 23 juin      | Belmont Park    | États-Unis  | Maiden                           | 1 100 m     | Chuck Baltazar | 1er / 8     | 5 ½         | Key to The Mint       |
| 9 juillet    | Aqueduct        | États-Unis  | Allowance                        | 1 100 m     | Chuck Baltazar | 1er / 8     | 4           | Big Bluffer           |
| 21 juillet   | Aqueduct        | États-Unis  | Great American Stakes            | 1 100 m     | Chuck Baltazar | 8e / 10     | 6 ¾         | Chevron Flight        |
| 2 août       | Saratoga        | États-Unis  | Flash Stakes                     | 1 200 m     | Ron Turcotte   | 1er / 9     | 2 ½         | Loquacoius Don        |
| 18 septembre | Belmont Park    | États-Unis  | Futurity Stakes                  | 1 300 m     | Ron Turcotte   | 1er / 8     | 1 ½         | Chevron Flight        |
| 9 octobre    | Belmont Park    | États-Unis  | Champagne Stakes                 | 1 600 m     | Ron Turcotte   | 1er / 7     | 7           | Chevron Flight        |
| 30 octobre   | Laurel Park     | États-Unis  | Laurel Futurity                  | 1 700 m     | Ron Turcotte   | 1er / 5     | 11          | Festive Mood          |
| 13 novembre  | Garden State    | États-Unis  | Garden State Stakes              | 1 700 m     | Ron Turcotte   | 1er / 8     | 2 ½         | Free Tax              |
| 1972, 3 ans  |                 |             |                                  |             |                |             |             |                       |
| 22 mars      | Hialeah Park    | États-Unis  | Hibiscus Stakes                  | 1 400 m     | Ron Turcotte   | 1er / 8     | 2 ¼         | New Prospect          |
| 1er avril    | Hialeah Park    | États-Unis  | Everglades Stakes                | 1 800 m     | Ron Turcotte   | 4e / 6      | 5 ¾         | Head of The River     |
| 27 avril     | Keeneland       | États-Unis  | Blue Grass Stakes                | 1 800 m     | Ron Turcotte   | 1er / 11    | 4           | Sensitive Music       |
| 6 mai        | Churchill Downs | États-Unis  | Kentucky Derby                   | 2 000 m     | Ron Turcotte   | 1er / 16    | 3 ¼         | No Le Hace            |
| 20 mai       | Pimlico         | États-Unis  | Preakness Stakes                 | 1 900 m     | Ron Turcotte   | 4e / 7      | 6           | Bee Bee Bee           |
| 10 juin      | Belmont Park    | États-Unis  | Belmont Stakes                   | 2 400 m     | Ron Turcotte   | 1er / 10    | 7           | Ruritania             |
| 1er juillet  | Hollywood Park  | États-Unis  | Hollywood Derby                  | 2 000 m     | Ron Turcotte   | 1er / 8     | encolure    | Bicker                |
| 5 août       | Monmouth Park   | États-Unis  | Monmouth Invitation Handicap     | 1 800 m     | Ron Turcotte   | 4e / 8      | 6           | Free Tax              |
| 20 septembre | Belmont Park    | États-Unis  | Stymie Handicap                  | 1 800 m     | Ron Turcotte   | 2e / 5      | 5           | Canonero              |
| 30 septembre | Belmont Park    | États-Unis  | Woodward Stakes                  | 2 000 m     | Ron Turcotte   | 4e / 10     | 6 ¼         | Key to The Mint       |
| 28 octobre   | Belmont Park    | États-Unis  | Jockey Club Gold Cup             | 3 200 m     | John Velazquez | 3e / 7      | 18          | Autobiography         |
| 11 novembre  | Laurel Park     | États-Unis  | Washington, D.C. International   | 2 400 m     | John Velazquez | 6e / 9      | 38          | Roll Role             |
| 1973, 4 ans  |                 |             |                                  |             |                |             |             |                       |
| 12 mai       | Aqueduct        | États-Unis  | Allowance                        | 1 200 m     | Ron Turcotte   | 1er / 5     | 4           | Dream of Kings        |
| 28 mai       | Belmont Park    | États-Unis  | Metropolitan Handicap            | 1 600 m     | Ron Turcotte   | 7e / 8      | 17          | Tentam                |
| 27 juin      | Suffolk Downs   | États-Unis  | Massachusetts Handicap           | 1 800 m     | Ron Turcotte   | 1er / 7     | 3 ¾         | Crafty Khale          |
| 4 juillet    | Aqueduct        | États-Unis  | Brooklyn Handicap                | 1 900 m     | Ron Turcotte   | 1er / 7     | tête        | True Knight           |
| 1er août     | Saratoga        | États-Unis  | Allowance                        | 1 700 m     | Ron Turcotte   | 2e / 7      | 1 ¼         | Wichita Oil           |
| 21 août      | Saratoga        | États-Unis  | Allowance                        | 1 800 m     | Ron Turcotte   | 1er / 6     | 1/2         | Halo                  |
| 15 septembre | Belmont Park    | États-Unis  | Marlboro Cup Invitation Handicap | 1 800 m     | Eddie Maple    | 2e / 7      | 3 ½         | Secretariat           |
| 15 octobre   | Aqueduct        | États-Unis  | Stuyvesant Handicap              | 1 800 m     | Eddie Maple    | 1er / 9     | 3           | Forage                |
| 27 octobre   | Belmont Park    | États-Unis  | Jockey Club Gold Cup             | 3 200 m     | Eddie Maple    | 6e / 6      | 33          | Prove Out             |

## Au haras
En janvier 1973, Christopher Chenery meurt et les duettistes Riva Ridge et Secretariat sont vendus (respectivement 5,12 et 6,08 millions de dollars, soit l'équivalent de 30 et 35 millions de dollars en 2020) à un syndicat d'éleveurs en vue de leurs carrières d'étalon, qui doivent commencer en 1974 au grand haras de Claiborne Farm, dans le Kentucky. Riva Ridge connut là aussi un succès moindre que son illustre cadet, et n'a pas vraiment tracé au haras. Son meilleur produit, le très bon Tap Shoes, a remporté les Futurity Stakes et les Hopeful Stakes à 2 ans, et les Flamingo Stakes l'année suivante.
Riva Ridge meurt dans son paddock, victime d'une crise cardiaque, en août 1985, à 16 ans.

## Origines
Riva Ridge est le meilleur fils de l'étalon maison de Meadow Stud, First Landing, qui fut sacré champion des 2 ans américains en 1958. Iberia, la mère, n'a donné quasiment que des gagnants, dont le très bon Hydrologist (par Tatan), né en 1966, vainqueur du Stymie Handicap, du Discovery Handicap, et placé dans les Woodward Stakes, les Whitney Stakes, le Brooklyn Handicap ou encore la Jockey Club Gold Cup. La quatrième mère de Riva Ridge était la championne Sweetheart (par Ultimus), lauréate des Kentucky Oaks en 1923 et fille de la Française Humanity, importée aux États-Unis en 1917.

### Pedigree
| Origines de Riva Ridge (USA), mâle bai né en 1969 | Origines de Riva Ridge (USA), mâle bai né en 1969 | Origines de Riva Ridge (USA), mâle bai né en 1969 | Origines de Riva Ridge (USA), mâle bai né en 1969 |
| ------------------------------------------------- | ------------------------------------------------- | ------------------------------------------------- | ------------------------------------------------- |
| Père First Landing                                | Turn-To                                           | Royal Charger                                     | Nearco                                            |
| Père First Landing                                | Turn-To                                           | Royal Charger                                     | Sun Princess                                      |
| Père First Landing                                | Turn-To                                           | Source Sucree                                     | Admiral Drake                                     |
| Père First Landing                                | Turn-To                                           | Source Sucree                                     | Lavendula                                         |
| Père First Landing                                | Hilldene                                          | Bubbling Over                                     | North Star                                        |
| Père First Landing                                | Hilldene                                          | Bubbling Over                                     | Beaming Beauty                                    |
| Père First Landing                                | Hilldene                                          | Fancy Racket                                      | Wrack                                             |
| Père First Landing                                | Hilldene                                          | Fancy Racket                                      | Ultimate Fancy                                    |
| Mère Iberia                                       | Heliopolis                                        | Hyperion                                          | Gainsborough                                      |
| Mère Iberia                                       | Heliopolis                                        | Hyperion                                          | Selene                                            |
| Mère Iberia                                       | Heliopolis                                        | Drift                                             | Swynford                                          |
| Mère Iberia                                       | Heliopolis                                        | Drift                                             | Santa Cruz                                        |
| Mère Iberia                                       | War East                                          | Easton                                            | Dark Legend                                       |
| Mère Iberia                                       | War East                                          | Easton                                            | Phaona                                            |
| Mère Iberia                                       | War East                                          | Warrior Lass                                      | Man o'War                                         |
| Mère Iberia                                       | War East                                          | Warrior Lass                                      | Sweetheart (famille 1-k)                          |